# Calle Alfaqueque
La calle Alfaqueque es una vía pública de la ciudad española de Sevilla.

## Descripción
La vía, cuyo título es de origen árabe, discurre desde la calle San Vicente hasta Goles. Aparece descrita en la Noticia histórica del origen de los nombres de las calles de esta ciudad de Sevilla (1839) de Félix González de León con las siguientes palabras:

Calle del Alfaqueque. En el cuartel C. y parroquia de san Vicente, está esta calle que conserva el nombre Arabe, que quiere decir Redentor de Cautivos. El año 1698, fueron ahorcadas en esta ciudad varias personas por ladrones y asesinos, y principalmente por el robo de una hermandad en la provincia de Castilla; y entre ellos su capítan de cuadrilla que lo era don Gaspar Yelves, capitan que habia sido de infantería en el reinado de Cárlos segundo; el cual vivía en la casa de la esquina de esta calle, con su muger doña Antonia Falcon; y gozaban en el barrio y en la ciudad de muy buena reputacíon por su buen porte y conducta; porque los robos los hacia tan secretos y disimulados, con tanta sagacidad que nadie sospechó nunca de él; pues cuando salia al campo hechaba la voz de que iba por géneros de ilícito comercio, con lo que él decia que se mantenia. Averiguados los robos, y habiendo sido ahorcado y descuartizado, fué puesta su cabeza, en la esquina pared de su casa en esta calle donde estuvo al público por tres dias. La calle es angosta y nada hay en ella de particular; pasa desde la esquina del medio dia de la parroquia de san Vicente al muro de poniente de la ciudad.
(González de León, 1839, p. 165)